# Animación pose a pose
Se conoce como animación pose a pose a la técnica de animación en la que se dibujan primero los cuadros más importantes y luego los cuadros intermedios que dan la sensación de movimiento. Es una modularización del movimiento, que tiene en cuenta la dinámica. También es llamada animación tradicional.
el concepto y el entendimiento de las poses de un objeto en movimiento a través del tiempo fue facilitado por la fotografía, en específico por los trabajos del fotógrafo Eadweard Muybridge, en los que captaba mediante varias cámaras el movimiento de diversos animales, personas y objetos.
En los años treinta, los primeros estudios de animación formalizaron esta técnica, industrializando el proceso de animación, y aumentando su producción. También con esa finalidad crearon los doce principios de la animación tradicional.
Cabe aclarar que esta técnica no se limita a los dibujos animados, sino que también se utiliza en stop-motion y animaciones tridimensionales generadas por computadora.

## Ventajas de la animación pose a pose
Una ventaja que ofrece la animación pose a pose es el control sobre el resultado final de la animación, al tener bien en claro la trayectoria del objeto en cuestión la planeación del movimiento es mucho más concreta y el margen de error se reduce

## Tipos de cuadros
Se diferencian tres tipos de cuadros:
- cuadros clave (keys)
- cuadros extremos (Extremes)
- cuadros de decompostura (breakdowns)

## Cuadros clave
Los cuadros clave surgen del guion gráfico. El ejemplo de un personaje que pasa de estar sentado en una silla a estar parado. Los cuadros extremos serían dos: sentado, parado. En estos cuadros el personaje no está en acción, está en una pose relajada.

## Cuadros extremos
Los cuadros extremos detallan más la acción entre claves. Siguiendo con el ejemplo anterior, cuando uno se dispone a pararse primero toma impulso, encogiéndose, luego se estira completamente y luego pasa a estar parado, llegando a una pose relajada. Las poses extremas aquí son el instante de máximo encogimiento y el instante de máximo estiramiento.

## Cuadros intermedios
Los cuadros intermedios dan la sensación de aceleración o desaceleración entre las poses clave. Se realizan colocando los cuadros que se quieren interpolar y un cuadro en blanco, solapados sobre una caja que emite una luz y los transparenta. Hoy esto también se hace por computación.

## Diferentes animadores
Los animadores más importantes (key animators) realizan las poses clave, y escriben en un rincón de la hoja una descripción del movimiento entre los cuadros. Esta información la utilizan los animadores que se encargan de la tarea tediosa de realizar los cuadros intermedios (inbetweeners). Muchos animadores famosos comenzaron su carrera como inbetweeners.